# Манфред I (Вюртемберг-Вайлтинген)
Манфред I фон Вюртемберг-Вайлтинген (на немски: Manfred I von Württemberg-Weiltingen; * 5 юни 1626,Бренц ан дер Бренц; † 15 май 1662, Вайлтинген) от Дом Вюртемберг, е херцог на Вюртемберг-Вайлтинген.

## Живот
Той е третият син на херцог Юлиус Фридрих фон Вюртемберг-Вайлтинген (1588 – 1635) и съпругата му принцеса Анна Сабина фон Шлезвиг-Холщайн-Зондербург (1593 – 1659), дъщеря на херцог Йохан фон Шлезвиг-Холщайн-Зондербург и втората му съпруга принцеса Агнес Хедвиг фон Анхалт.
Манфред се жени през 1652 г. за графиня Юлиана фон Олденбург (* 2 юли 1615; † 16 май 1691), дъщеря на граф Антон II фон Олденбург-Делменхорст и Сибила Елизабет фон Брауншвайг-Даненберг, дъщеря на херцог Хайнрих фон Брауншвайг-Даненберг и принцеса Урсула фон Саксония-Лауенбург.
Манфред умира през 1662 г. на 35 години. Вдовицата му Юлиана фон Олденбург става опекун на техния син Фридрих Фердинанд.

## Деца
Манфред фон Вюртемберг-Вайлтинген и Юлиана фон Олденбург имат децата:
- Фридрих Фердинанд (1654 – 1705), херцог на Вюртемберг-Вайлтинген, женен 1689 за Елизабет фон Вюртемберг-Монбеляр (1665 – 1726), дъщеря на херцог Георг II фон Вюртемберг-Монбеляр
- Август (1656 – 1689)
- Манфред (1658 – 1689)